# Людовик I Бурбон-Конде
Людовик I де Бурбон-Конде (7 травня 1530, Вандом, Луар і Шер, Франція — 13 березня 1569, Жарнак, Шарант, Франція) — принц де Конде, родоначальник роду Конде.

## Біографія
Під час розбратів між Ґізами та Бурбонами, Конде, одружений з племінницею Коліньї, став главою гугенотської змови в Амбуазі. Змова була викрита, Конде було засуджено до смерті, але його врятував Франциск II (1560).
Командуючи гугенотами, Конде (1562) почав першу релігійну війну, взявши міста Орлеан, Руан та інші, але наприкінці року був розбитий при Дре; поранений та взятий у полон, він уклав мир в Амбуазі (1563).
Після кількох років бездіяльності Конде спробував захопити короля Карла IX у Мо. Після битви при Сен-Дені принц осадив і взяв Шартр (28 лютого — 15 березня 1568), але 26 березня 1568 року вдруге уклав мир з двором. Вдало уникнувши замаху супротивників, Конде почав нову війну (1569) і в битві при Жарнаці був поранений, узятий у полон та убитий бароном де Монтеск'є за наказом герцога Анжуйського.

## Шлюб і діти
22 червня 1551 Людовик I де Бурбон-Конде одружився з Елеонорою де Руа (24 лютого 1535 — 23 липня 1564, Конде-ан-Брі). У цьому шлюбі було 8 дітей:
- Генріх I Бурбон, принц Конде (1552–1588).
- Маргарита де Бурбон (1556, померла в дитинстві).
- Шарль де Бурбон (1557–1558), граф де Валері.
- Франсуа де Бурбон-Конті (19 серпня 1558 — 3 серпня 1614), принц Конті, суверенний князь Шато-Рено.
- Луї де Бурбон (1562–1563, помер у дитинстві).
- Карл II де Бурбон (19 серпня 1562 — 30 липня 1594), архієпископ Руана з 1594).
- Мадлен де Бурбон (1563–1563, померла в дитинстві).
- Катрін де Бурбон (1564, померла в дитинстві).

8 листопада 1565 Людовик одружився з Франсаузою Орлеанською Лонгвіль (5 квітня 1549, Шатоден — 11 червня 1601, Париж), діти:
- Карл де Бурбон-Суассон, граф Суассон і Дре (3 листопада 1566 — 1 листопада 1612).
- Луї де Бурбон-Конде (1567–1568, помер у дитинстві).
- Бенжамін де Бурбон-Конде (1569–1573, помер у дитинстві).

Від Ізабелли де ла Тур він мав позашлюбного сина (нар. 1564)

## Джерело
- http://interpretive.ru/dictionary/960/word/konde [Архівовано 22 лютого 2014 у Wayback Machine.]